# Nuoto di fondo ai campionati europei di nuoto 2022
Le gare di nuoto di fondo ai Campionati europei di nuoto 2022 si sono svolte dal 20 al 21 agosto 2022, presso il Lungomare Vespucci a Ostia.

## Podi

### Uomini
| Evento           | Oro                  | Tempo     | Argento              | Tempo     | Bronzo               | Tempo     |
| 5 km (dettagli)  | Gregorio Paltrinieri | 52'13"5   | Domenico Acerenza    | 52'14"2   | Marc-Antoine Olivier | 52'20"8   |
| 10 km (dettagli) | Domenico Acerenza    | 1h50'33"6 | Marc-Antoine Olivier | 1h50'37"3 | Logan Fontaine       | 1h50'39"1 |
| 25 km (dettagli) | Mario Sanzullo       | n.t.      | Dario Verani         | n.t.      | Matteo Furlan        | n.t.      |

### Donne
| Evento           | Oro                   | Tempo     | Argento                 | Tempo     | Bronzo                | Tempo     |
| 5 km (dettagli)  | Sharon van Rouwendaal | 56'58"7   | Maria de Valdés Álvarez | 57'00"2   | Giulia Gabbrielleschi | 57'00"3   |
| 10 km (dettagli) | Leonie Beck           | 2h01'13"4 | Ginevra Taddeucci       | 2h01'15"2 | Angélica André        | 2h01'16"4 |
| 25 km (dettagli) | Caroline Jouisse      | n.t.      | Barbara Pozzobon        | n.t.      | Veronica Santoni      | n.t.      |

### Gara a squadre
| Evento          | Oro                                                                           | Tempo   | Argento                                                          | Tempo   | Bronzo                                                             | Tempo     |
| 5 km (dettagli) | Italia Rachele Bruni Ginevra Taddeucci Gregorio Paltrinieri Domenico Acerenza | 59'43"1 | Ungheria Reka Rohacs Anna Olasz Dávid Betlehem Kristof Rasovszky | 59'53"9 | Francia Madelon Catteau Aurelie Muller Axel Reymond Logan Fontaine | 1h00'08"3 |

## Medagliere
Nazione ospitante 
| Posiz. | Nazione     | Oro | Argento | Bronzo | Totale |
| ------ | ----------- | --- | ------- | ------ | ------ |
| 1      | Italia      | 4   | 4       | 3      | 11     |
| 2      | Francia     | 1   | 1       | 3      | 5      |
| 3      | Germania    | 1   | 0       | 0      | 1      |
| 3      | Paesi Bassi | 1   | 0       | 0      | 1      |
| 5      | Spagna      | 0   | 1       | 0      | 1      |
| 5      | Ungheria    | 0   | 1       | 0      | 1      |
| 7      | Portogallo  | 0   | 0       | 1      | 1      |
| Totale | Totale      | 7   | 7       | 7      | 21     |

## Controversie
La gara dei 25 km è stata interrotta a causa delle condizioni avverse del mare, dopo quasi quattro ore di gara e oltre 17 km percorsi dagli atleti. Nonostante il regolamento prevedesse (in caso di interruzione dopo la metà dei chilometri percorsi) l'assegnazione delle medaglie sulla base della classifica nel momento dell'interruzione, il comitato tecnico della competizione ha deciso comunque di annullare la classifica per entrambe le gare, maschile e femminile, poiché i giudici di gara non avevano certezza delle classifiche finali. La decisione è stata presa due ore dopo la sospensione della gara.
Il 25 novembre 2022, tuttavia, la LEN ha annunciato la revisione dei risultati di alcune gare di nuoto di fondo compresa la 25 km degli europei, assegnando le medaglie ed i premi agli atleti in base alla classifica al momento della sospensione della gara.